# 破曉開戰
《破曉開戰》（英語：Tomorrow, When the War Began）是一部2010年澳大利亞動作冒險戰爭劇情片，由史都華·比提編導，改編自約翰·馬斯登的1993年小說《明日戰爭》。
2011年11月4日在台灣上映，描述艾莉與朋友7人在利用澳洲國慶假期進行5天露營後，回家發現澳洲被外國軍隊佔領的故事。由史都華·比提執導，澳洲票房到1424萬澳幣。
在過程中，遇到另一位在家中呆了5天的同學，8人決定一同反抗入侵的軍隊。

## 演員
- 凱薩琳·史黛西（Caitlin Stasey）
- 瑞秋·哈伍德

## 外部連結
- 官方网站
- 互联网电影数据库（IMDb）上《Tomorrow, When the War Began》的资料（英文）